# Arrondissement administratif de Marche-en-Famenne
Pour les articles homonymes, voir Arrondissement de Marche-en-Famenne.
L'arrondissement administratif de Marche-en-Famenne est un des cinq arrondissements administratifs de la province belge de Luxembourg, situés en Région wallonne. Sa superficie est de 958,07 km2 et il compte environ 57 000 habitants.
L’arrondissement fait partie de l’arrondissement judiciaire du Luxembourg.

## Géographie
L’arrondissement se situe dans le Nord de la province. Il est limitrophe à l’ouest de l’arrondissement de Dinant en province de Namur, ainsi qu’au nord des arrondissements de Huy et Verviers en province de Liège.

### Arrondissements limitrophes
|             | Huy               | Verviers |
| Dinant      | Marche-en-Famenne |          |
| Neufchâteau |                   | Bastogne |

## Histoire

### Période française
Un premier arrondissement portant le nom de Marche-en-Famenne fut créé après l'annexion française et la formation du département de Sambre-et-Meuse. L'arrondissement de Marche-en-Famenne a été créé par la loi du 28 pluviôse an VIII le 17 février 1800 et comprenait alors les cantons de Durbuy, Érezée, Havelange, La Roche-en-Ardenne, Marche-en-Famenne et Rochefort.
Il fut dissout par le traité de Paris de 1814.

### Période néerlandaise
Après la fin du Premier Empire, la région fut intégrée au nouvel état formé par le congrès de Vienne : le royaume uni des Pays-Bas. En 1814, les cantons de Nassogne et Saint-Hubert furent pris à l'arrondissement de Saint-Hubert et l'ensemble de l'arrondissement fut transféré de la province de Namur à celle de Liège, alors nouvelles entités administratives découpant le royaume en dix-sept provinces.
En 1818, l'arrondissement a été rendu par Liège et partagé entre la province de Namur (les cantons d'Havelange et Rochefort furent cédés à l'arrondissement de Dinant) et le grand-duché de Luxembourg, état indépendant mais gouverné comme la « dix-huitième province du Royaume » par le roi Guillaume Ier qui est également le grand-duc de Luxembourg. 
En 1823, une réorganisation territoriale a lieu et certaines communes furent cédées à l'arrondissement de Bastogne, nouvellement formé .

### Période belge
En 1839, la scission du Luxembourg cède le « quartier wallon », de langues romanes, à la Belgique, récemment indépendante depuis le 4 octobre 1830. La province de Luxembourg est alors créée et devient la neuvième province de Belgique, découpée en cinq arrondissements : Arlon, Bastogne, Neufchâteau, Marche-en-Famenne et Virton.
A l'occasion de la fusion des communes de Belgique de 1977, les communes de Fronville et Ambly furent prises sur l'arrondissement administratif de Dinant. La commune de My fut cédée à l'arrondissement de Huy et d'autres furent prises à ceux de Verviers et Bastogne.

## Arrondissement judiciaire
Jusqu’au 1er avril 2014, l’arrondissement faisait partie de l’arrondissement judiciaire de Marche-en-Famenne qui comprenait également les communes de Gouvy, Houffalize et Vielsalm de l'arrondissement administratif de Bastogne.

## Communes et leurs sections

### Communes
- Durbuy
- Érezée
- Hotton
- La Roche-en-Ardenne
- Manhay
- Marche-en-Famenne
- Nassogne
- Rendeux
- Tenneville

### Sections
- Ambly
- Amonines
- Aye
- Bande
- Barvaux-sur-Ourthe
- Beausaint
- Beffe
- Bende
- Bomal
- Borlon
- Champlon
- Dochamps
- Durbuy
- Érezée
- Erneuville
- Forrières
- Fronville
- Grandhan
- Grandménil
- Grune
- Halleux
- Hampteau
- Hargimont
- Harre
- Harsin
- Heyd
- Hives
- Hodister
- Hotton
- Humain
- Izier
- La Roche-en-Ardenne
- Lesterny
- Malempré
- Marche-en-Famenne
- Marcourt
- Marenne
- Masbourg
- Mormont
- Nassogne
- Odeigne
- On
- Ortho
- Rendeux
- Roy
- Samrée
- Septon
- Soy
- Tenneville
- Tohogne
- Vaux-Chavanne
- Villers-Sainte-Gertrude
- Waha
- Wéris

## Démographie
- Source: DGS , de 1806 à 1970=recensements population; à partir de 1980 = nombre d'habitants chaque 1 janvier[1]